# Кугай (Марий Эл)
 Кугай  — деревня в Юринском районе Республики Марий Эл. Входит в состав Васильевского сельского поселения.

## География
Находится в юго-западной части республики Марий Эл на правобережье Ветлуги на расстоянии приблизительно 48 км на северо-запад от районного центра посёлка Юрино.

## История
В 1925 году в деревне насчитывалось 507 жителей, по национальности русские, в 1992 60 жителей. Альтернативное местное название Макарово. Работали в советское время колхозы «Идеи Ленина», им. Маленкова, совхоз «Васильевский» (последний до 1992 года).

## Население
Население составляло 33 человека (русские 100 %) в 2002 году, 10 в 2010.